# Questembert Communauté
Die Questembert Communauté ist ein französischer Gemeindeverband mit der Rechtsform einer Communauté de communes im Département Morbihan in der Region Bretagne, dessen Einzugsgebiet im Südosten des Départements liegt. Der am 30. Dezember 1997 gegründete Gemeindeverband besteht aus dreizehn Gemeinden, sein Verwaltungssitz befindet sich in dem Ort Questembert.

## Geschichte
Der Gemeindeverband startete am 30. Dezember 1997 mit den sechs Gemeinden Le Cours, Larré, Limerzel, Pluherlin, Questembert und La Vraie-Croix. Die Gemeinden Caden und Molac kamen 1999 hinzu. 2004 trat Berric, 2006 Lauzach bei. Am 1. Januar 2009 wuchs die CC um weitere zwei Gemeinden, Malansac und Saint-Gravé. Durch den Beitritt von Rochefort-en-Terre im Jahre 2010 erreichte die CC den heutigen Bestand.
Im Jahre 2015 wurde der Name des Gemeindeverbandes von Communauté de communes du Pays de Questembert auf die aktuelle Bezeichnung geändert.

## Aufgaben
Zu den vorgeschriebenen Kompetenzen gehören die Entwicklung und Förderung wirtschaftlicher Aktivitäten und des Tourismus sowie die Raumplanung auf Basis eines Schéma de Cohérence Territoriale. Der Gemeindeverband betreibt außerdem die Abwasserentsorgung.

## Mitgliedsgemeinden
Folgende dreizehn Gemeinden gehören der Questembert Communauté an:
| Gemeinde               | Einwohner 1. Januar 2022 | Fläche km² | Dichte Einw./km² | Code INSEE | Postleitzahl |
| ---------------------- | ------------------------ | ---------- | ---------------- | ---------- | ------------ |
| Berric                 | 2.119                    | 21,45      | 99               | 56015      | 56230        |
| Caden                  | 1.570                    | 38,10      | 41               | 56028      | 56220        |
| La Vraie-Croix         | 1.484                    | 16,63      | 89               | 56261      | 56250        |
| Larré                  | 1.102                    | 17,02      | 65               | 56108      | 56230        |
| Lauzach                | 1.237                    | 10,76      | 115              | 56109      | 56190        |
| Le Cours               | 673                      | 15,63      | 43               | 56045      | 56230        |
| Limerzel               | 1.306                    | 25,15      | 52               | 56111      | 56220        |
| Malansac               | 2.292                    | 36,18      | 63               | 56123      | 56220        |
| Molac                  | 1.636                    | 28,40      | 58               | 56135      | 56230        |
| Pluherlin              | 1.515                    | 35,40      | 43               | 56171      | 56220        |
| Questembert            | 8.081                    | 66,38      | 122              | 56184      | 56230        |
| Rochefort-en-Terre     | 636                      | 1,22       | 521              | 56196      | 56220        |
| Saint-Gravé            | 745                      | 15,75      | 47               | 56218      | 56220        |
| Questembert Communauté | 24.396                   | 328,07     | 74               | –          | –            |